# Anathallis guarujaensis
A Anathallis guarujaensis é uma rara espécie de orquídea de apenas 3 centímetros de altura e flores de 6 milímetros, vista pela última vez em 1938 nas matas hoje urbanizadas da ilha de Santo Amaro, no município de Guarujá, por Frederico Carlos Hoehne, fundador do Jardim Botânico de São Paulo.